# Biblioteca de l’Esport
Biblioteca de l'Esport és una institució creada per la Generalitat de Catalunya amb la finalitat de formar una biblioteca de recerca relacionada amb la temàtica esportiva.
L'any 1982 la Direcció General de l'Esport de la Generalitat de Catalunya encarregà a la bibliotecària Maria Lluïsa Berasategui Dolcet la tasca de constituir la "Biblioteca de l'Esport". En un primer moment, el 1986 fou instal·lada dins el marc del Museu i Centre d'Estudis de l'Esport Doctor Melcior Colet. Entre els fons que van estar en l'origen de la configuració de la biblioteca es troben el fons bibliogràfic recuperat el 1983 per la Generalitat de Catalunya, format per obres d'esports dels segles XVI al XX, procedents de la Comissaria d'Esports de la Generalitat Republicana, que havia estat propietat del Gimnàs Colón de Barcelona. Acabada la Guerra Civil Espanyola, el fons fou traslladat al Comitè Olímpic Espanyol que se'n feu càrrec, i posteriorment es diposità a la biblioteca de l'INEF de Madrid. Posteriorment, la biblioteca rebé donacions de diversos esportistes catalans, entre les quals destaquen les de Guerau Garcia i Obiols, Ramon Sanllehy, August Castelló i Roca o Josep Elías i Juncosa. El 1991 es produí l'ingrés de la biblioteca d'esports de Joan Antoni Samaranch, que estava dipositada des del 1964 a la Biblioteca de Catalunya. La Secretaria General de l'Esport de la Generalitat de Catalunya dotà econòmicament la biblioteca per incorporar noves adquisicions i conservar i difondre la col·lecció. Entre els fons que cal destacar es troben el fons antic i també la col·lecció de cartells i la col·lecció de revistes. Aquesta biblioteca ha format part de l'Associació Internacional d'Informació i Documentació Esportiva (IASI), de la xarxa iberoamericana Sportcom i de la xarxa francesa Sportdoc. Entre les seves activitats cal remarcar la participació en projectes de digitalització de la Biblioteca de Catalunya, com l'Arxiu de Revistes Catalanes Antigues (ARCA), i del Consorci de Biblioteques Universitàries de Catalunya (CBUC), com la Memòria Digital de Catalunya (MDC).